# Luigi Colazza
Luigi Colazza (1868 in Rom – 1927 in Triest) war ein italienischer Opernsänger (Tenor).

## Leben
Colazza debütierte 1892 in Rom. 1897 war er bei der Italienischen Oper in Holland, wo er den „Alvaro“ in La forza del destino sang. In Bergamo 1899 und am Teatro Regio in Parma 1901 sang er den Andrea Chénier. In den folgenden zwanzig Jahren arbeitete er an den großen italienischen Provinzbühnen. Auch war er Professor am Konservatorium in Triest.